# Demaryius Thomas
Demaryius Antwon Thomas (Montrose, 25 de dezembro de 1987 – Roswell, 9 de dezembro de 2021) foi um jogador de futebol americano que jogava como wide receiver na National Football League (NFL).
Ele jogou futebol americano universitário na Georgia Tech e foi selecionado pelo Denver Broncos na primeira rodada do Draft de 2010. Com o Denver, Thomas foi para cinco Pro Bowls e venceu o Super Bowl 50 sobre o Carolina Panthers.
Em 9 de dezembro de 2021, aos 33 anos, ele foi encontrado morto em sua casa.

## Carreira na escola
Thomas estudou na West Laurens High School, em Dexter, na Geórgia, onde ele era uma estrela de três esportes: basquete, futebol americano e atletismo. 
Ele jogou como wide receiver sob a direção do então treinador John Kenny. Em seu terceiro ano em 2004, ele registrou 32 recepções para 330 jardas e três touchdowns. Na temporada seguinte, ele registrou 82 recepções para 1.234 jardas e dez touchdowns. Após o jogo, ele participou do jogo All-Star North-South. O Atlanta Journal Constitution nomeou-o para o Primeiro-Time da classe AA. A Scout.com avaliou-o como o 22º candidato a faculdade no estado da Geórgia e o Rivals.com classificou-o como o 34º classificado dessa perspectiva. Ele recebeu ofertas de bolsas de estudos de Duke, Georgia e Georgia Tech.
Além de jogar futebol americano, Thomas competiu no atletismo da West Laurens. Ele conquistou o quarto lugar no evento de salto triplo nos Jogos Olímpicos da Geórgia de 2006, depois de ter feito a marca de 13,92 metros. Como um velocista, ele teve um tempo pessoal de 10,99 segundos nos 100 metros e foi um membro da equipe de revezamento 4 × 100 m.

## Carreira na faculdade

### Temporada de calouro

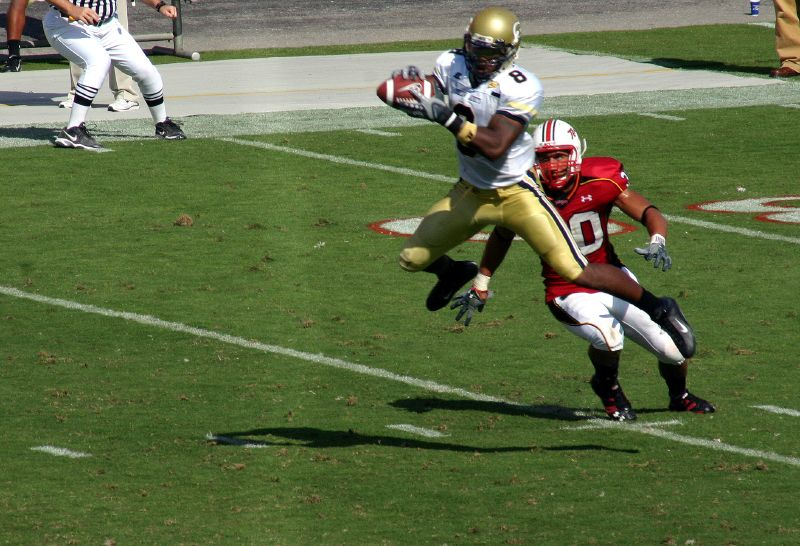
Demaryius Thomas recebdno um passe em um jogo de 2007 contra Maryland.

Thomas acertou a oferta do Instituto de Tecnologia da Geórgia (Georgia Tech), onde se formou em administração. Sob o comando do treinador Chan Gailey, Thomas ficou de fora da temporada de 2006.
Em 2007, ele jogou em todos os 13 jogos, incluindo 10 partidas como titular, e registrou 35 recepções para 558 jardas, que ficou em segundo lugar na equipe atrás de Greg Smith. No Humanitarian Bowl de 2007, ele fez quatro recepções para 69 jardas e um touchdown. A Sporting News nomeou Thomas para a Primeira-Equipe da Conferência All-Atlantic Coast (ACC) e para uma menção honrosa All-America.

### Segunda temporada
Em 2008, Paul Johnson foi contratado como treinador principal e implementou a ofensiva de tripla opção. Thomas considerou a transferência, mas decidiu não fazê-lo. Durante a temporada, ele registrou 39 recepções para 627 jardas e três touchdowns como o principal receptor da equipe. Apesar de jogar em um sistema fortemente orientado a corridas, como um dos poucos jogadores experientes da equipe, Thomas registrou números relativamente altos. Ainda assim, comparado com outros receptores da Atlantic Coast Conference, as estatísticas de Thomas eram muito menores. Ele disse: "Às vezes penso [não receber muitos passes], mas na maioria das vezes eu só quero ganhar." 
A marca de Thomas foi a melhor de qualquer wide receiver da universidade desde Calvin Johnson em 2006. Contra Duke, ele pegou nove recepções para 230 jardas, a segunda maior marca em um único jogo na história da universidade.

### Terceira temporada
Em 2009, durante seu terceiro ano em Georgia Tech, Thomas teve uma temporada com 46 recepções para 1.154 jardas e oito touchdowns. Isso lhe valeu honras de Primeira-Equipe All-ACC. Ele terminou sua carreira universitária com 120 recepções para 2.339 jardas e 14 touchdowns.
A maioria dos especialistas em draft o considerou como melhor ou segundo melhor wide receiver juntamente com Dez Bryant no Draft de 2010, incluindo a Sporting News. Em 8 de janeiro de 2010, ele se declarou para o Draft de 2010.

#### Estatísticas da universidade
| Ano      | Faculdade    | Conf | Pos | J  | Rec | Jds   | Média | TD |
| -------- | ------------ | ---- | --- | -- | --- | ----- | ----- | -- |
| 2007     | Georgia Tech | ACC  | WR  | 13 | 35  | 558   | 15,9  | 4  |
| 2008     | Georgia Tech | ACC  | WR  | 12 | 39  | 627   | 16,1  | 3  |
| 2009     | Georgia Tech | ACC  | WR  | 14 | 46  | 1 154 | 25,1  | 8  |
| Carreira | Georgia Tech |      |     | 15 | 120 | 2 339 | 19,5  | 15 |

## Carreira profissional
Thomas quebrou o pé e não pôde participar dos exercícios combinados. Ele marcou o segundo lugar entre os wide receivers com 34 no teste Wonderlic, perdendo apenas para o futuro companheiro de equipe, Eric Decker, que teve a maior pontuação no Combine com 43.

### Denver Broncos

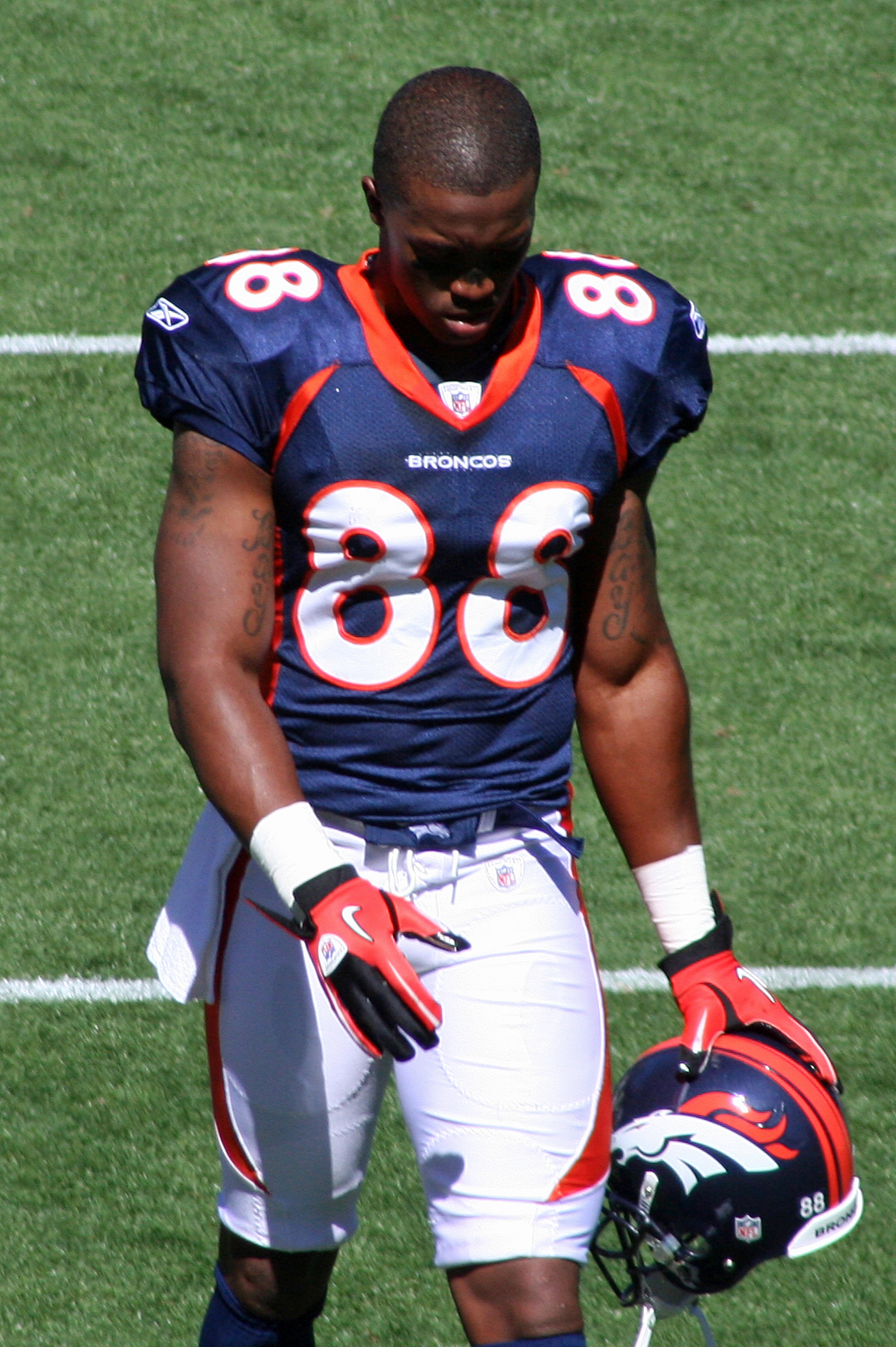
Thomas, em sua temporada de estreia com o Broncos

Thomas foi selecionado pelo Denver Broncos na primeira rodada com a 22ª seleção geral no Draft de 2010. Em 31 de julho de 2010, os Broncos os contratou em um contrato de cinco anos no valor de US $ 12,155 milhões, com US $ 9,35 milhões garantidos.

#### Temporada de 2010
Thomas teve oito recepções para 97 jardas e marcou um touchdown em sua estreia na NFL contra o Seattle Seahawks. Ele foi apenas o nono jogador desde 1970 a registrar pelo menos oito recepções em seu primeiro jogo. Este também foi a segunda maior marca de um novato na história da franquia. O destaque da temporada de Thomas veio quando ele derrotou o cornerback Darrelle Revis para marcar um touchdown contra o New York Jets em 17 de outubro de 2010.
Thomas foi atormentado por lesões durante sua temporada de estreia. Ele perdeu tempo de jogo devido a uma lesão no antebraço e uma concussão; uma lesão no tornozelo também o deixou inativo por mais cinco jogos no final da temporada.
Thomas terminou sua temporada de estreia tendo jogado em 10 jogos, com 22 recepções para 283 jardas e dois touchdowns.

#### Temporada de 2011
Em 10 de fevereiro de 2011, foi anunciado que Thomas havia lesionado o seu tendão de Aquiles e era esperado que perdesse a maioria, se não a totalidade, da temporada de 2011. No entanto, ele foi surpreendentemente liberado para jogar antes do início da temporada - o gerente geral dos Broncos, Brian Xanders, disse que Demaryius havia respondido bem à reabilitação e estava "pronto para jogar." Infelizmente, durante o seu primeiro treino, Thomas quebrou o dedo mindinho esquerdo e perdeu os primeiros cinco jogos da temporada.
Thomas fez sua estreia na temporada em 23 de outubro de 2011 contra o Miami Dolphins. Ele se uniu ao quarterback Tim Tebow para a primeira pontuação do Broncos no jogo, que o Denver venceria na prorrogação. Apesar dessa promessa inicial, ele só teve quatro recepções nos cinco jogos seguintes.
Em um jogo contra o Minnesota Vikings em 4 de dezembro de 2011, ele registrou 144 jardas e dois touchdowns em apenas quatro recepções. Ele terminaria a temporada fortemente, se tornando o favorito de Tebow e estabelecendo um recorde da franquia liderando os Broncos em recepções e alvos nos últimos sete jogos.
No entanto, foi durante a primeira rodada dos playoffs que Thomas realmente fez sentir sua presença. Em 8 de janeiro de 2012, Thomas pegou o passe de 80 jardas de Tebow na primeira jogada da prorrogação para vencer o Pittsburgh Steelers por 29-23.
A jogada inteira durou 10 segundos e é o final mais rápido para uma prorrogação na história da NFL até hoje. É também o touchdown de overtime de playoff mais longo da história da NFL. Thomas terminou esse jogo com 4 recepções, 204 jardas e 1 touchdown. Ele marcou o maior número de jardas de recepção e a segunda maior média de recepção (51.0) em um único jogo dos Broncos. Thomas teve seis recepções para 93 jardas na semana seguinte em uma derrota por 45-10 pro New England Patriots.
Thomas terminou a temporada regular de 2011 com 32 recepções para 551 jardas e quatro touchdowns.

#### Temporada de 2012
Thomas estava saindo da cirurgia para remover pinos em seu mindinho esquerdo quando o quarterback Peyton Manning assinou com os Broncos durante a temporada de 2012. Isso significava que, ao contrário do companheiro Eric Decker, ele não podia participar de treinos com Manning. Thomas, no entanto, fez um esforço para melhorar sua rota e rapidamente alcançou a meta.
Manning observou durante o treinamento que o "tamanho, força e velocidade de Thomas permitem que você faça certas coisas com ele que outros jogadores simplesmente não podem fazer"
Thomas encontrou o sucesso novamente no primeiro jogo dos Broncos da temporada contra o Pittsburgh Steelers, em uma jogada que lembrava seu touchdown nos playoffs, ele fez uma  recepção e corrida para 71 jardas e o touchdown. O touchdown foi notável porque foi o primeiro touchdown de Manning depois que ele saiu do Indianapolis Colts e também foi a 400ª da carreira de Manning, fazendo de Manning o terceiro jogador na história da NFL a atingir esse marco. 
Thomas teve 9 recepções para 180 jardas contra o New England em 7 de outubro de 2012. Ele teve 9 recepções também contra o Carolina Panthers e o Cleveland Browns. Demaryius registrou três recepções para 37 jardas e um touchdown na derrota na Rodada Divisional dos Broncos para o Baltimore Ravens.
Thomas iria ter um ano extraordinário em 2012, registrando 94 recepções para 1.434 jardas e 10 touchdowns. Ele liderou a equipe em alvos, recepções e jardas e ficou em 8º na liga em recepções, 4º em jardas e 7º em touchdowns. Ele foi selecionado para seu primeiro Pro Bowl na temporada de 2012, depois que o jogador Wes Welker se retirou devido a uma contusão. Ele foi classificado em 68º por seus companheiros no NFL Top 100 Players of 2013.

#### Temporada de 2013
Começando a temporada forte, Thomas teve cinco recepções para 161 jardas e dois touchdowns na vitória da semana 1 sobre Baltimore Ravens. Como ele havia feito na primeira semana da temporada de 2012, Thomas recebeu um passe para touchdown de 78 jardas. Este foi o 7º passe de touchdown do quarterback, Peyton Manning, que empatou com cinco outros quarterbacks para o maior número em um único jogo na história da NFL.
Thomas recebeu pela primeira vez em sua carreira o prêmio de Jogador Ofensivo da Semana da AFC pela vitória dos Broncos na semana 10 sobre o San Diego Chargers. Ele teve sete recepções, 108 jardas e três touchdowns.
Thomas fez outras contribuições para a temporada histórica dos Broncos no ataque. Ele pegou o 55º touchdown de Manning, que estabeleceu um recorde da NFL para o maior número de touchdowns jogados por um quarterback em uma única temporada. Seus 633 jardas depois da captura foram a segunda marca em toda a liga. Manning, que disse que Thomas "tem grande velocidade e poder e é divertido de assistir", atribuiu parte do sucesso de Thomas a "todas as corridas que ele teve que praticar em Georgia Tech".
Tendo 92 recepções para 1.430 jardas e 14 touchdowns durante a temporada regular de 2013, Thomas ficou em 9º lugar na liga em recepções, 4º em jardas e 2º em touchdowns. Thomas liderou a equipe em alvos, recepções e jardas pelo segundo ano consecutivo. Ele também liderou a equipe em touchdowns.
Thomas foi novamente selecionado para o Pro Bowl em 2013. Ele foi selecionado para a equipe All-Pro da Associated Press pela primeira vez em sua carreira.
Thomas teve uma média de 9,33 recepções e 102 jardas por jogo durante os playoffs, incluindo o Super Bowl. Ele também marcou um touchdown em cada jogo de playoff. Thomas estabeleceu um recorde da NFL para mais recepções no Super Bowl (James White quebrou o recorde no Super Bowl LI com 14 recepções), apesar de supostamente jogar a maior parte do jogo com um ombro machucado. No Super Bowl XLVIII, Thomas teve um recorde de 13 recepções para 118 jardas e um touchdown, mas os Broncos perderam por 43-8 para o Seattle Seahawks. Ele foi classificado como 49º por seus pares no NFL Top 100 Players of 2014.

#### Temporada de 2014

Thomas com os Brancos em 2017.

Em 5 de outubro de 2014, contra o Arizona Cardinals, Thomas fez oito recepções para 226 jardas, quebrando o recorde da franquia para mais jardas em um único jogo de Shannon Sharpe. Ele ganhou seu segundo prêmio de Jogador Ofensivo da Semana da AFC por sua atuação contra os Cardinals. Em 19 de outubro de 2014, contra o San Francisco 49ers, Thomas recebeu o passe para 509º touchdown de Peyton Manning.
Em 16 de novembro de 2014, contra o St. Louis Rams, Thomas pegou sete passes para 103 jardas, estendendo seu próprio recorde de franquia para jogos consecutivos de 100 jardas para sete. Thomas ficou em segundo lugar atrás de Antonio Brown, do Pittsburgh, em jardas de recepção na temporada de 2014, com 1.619 jardas em 111 recepções. Ele foi nomeado para o seu terceiro Pro Bowl consecutivo na temporada de 2014. Ele foi classificado em 20º por seus companheiros no NFL Top 100 Players of 2015.

#### Temporada de 2015
Em 3 de março de 2015, o Denver Broncos ativou a opção de franchse tag no valor de US $ 12,823 milhões no contrato de Thomas.
Jeff Legwold, da ESPN, relatou que Thomas disse que se considera um dos melhores jogadores da NFL e "espero que os Broncos concordem". Thomas também disse que: "se nenhum acordo de longo prazo pudesse ser resolvido, ele acabaria assinando seu contrato de franquia e jogaria a temporada de 2015 para ajudar a vencer o Super Bowl ". Em 9 de junho, Mike Klis, do Denver Post, relatou que Thomas não compareceria aos treinamentos obrigatórios e observou que isso poderia se estender para o campo de treinamento. No entanto, em 9 de junho, o técnico do Broncos, Gary Kubiak, disse estar "confiante" de que um acordo seria feito antes desse momento.
Em 15 de julho de 2015, Thomas assinou uma extensão de contrato no valor de US $ 70 milhões por cinco anos com o Broncos, poucas horas antes do prazo final. O acordo foi semelhante em estrutura à extensão do contrato de Dez Bryant com o Dallas Cowboys. Bryant também assinou contrato apenas algumas horas antes de Thomas. Ele também foi selecionado apenas duas escolhas depois de Thomas, ficando em 24º lugar no Draft de 2010. Com Peyton Manning lutando com uma lesão de fascite plantar e Brock Osweiler nunca tendo feito um jogo como titular antes desta temporada, a produção de Thomas caiu, mas ele ainda teve 105 recepções, seis touchdowns e 1.304 jardas. Os Broncos terminaram a temporada com um recorde de 12-4 e ganharam a 1ª colocação nos playoffs da AFC. Thomas foi nomeado para o Pro Bowl de 2016, mas não compareceu por estar envolvido com os playoffs. Os Broncos derrotaram o Pittsburgh Steelers no Divisional Round e o New England Patriots no AFC Championship para chegar ao Super Bowl 50, onde derrotaram o Carolina Panthers por 24-10 para dar a Thomas seu primeiro título no Super Bowl. Thomas teve uma recepção para oito jardas no Super Bowl. Ele foi classificado em 62º por seus companheiros jogadores no NFL Top 100 Players of 2016.

#### Temporada de 2016

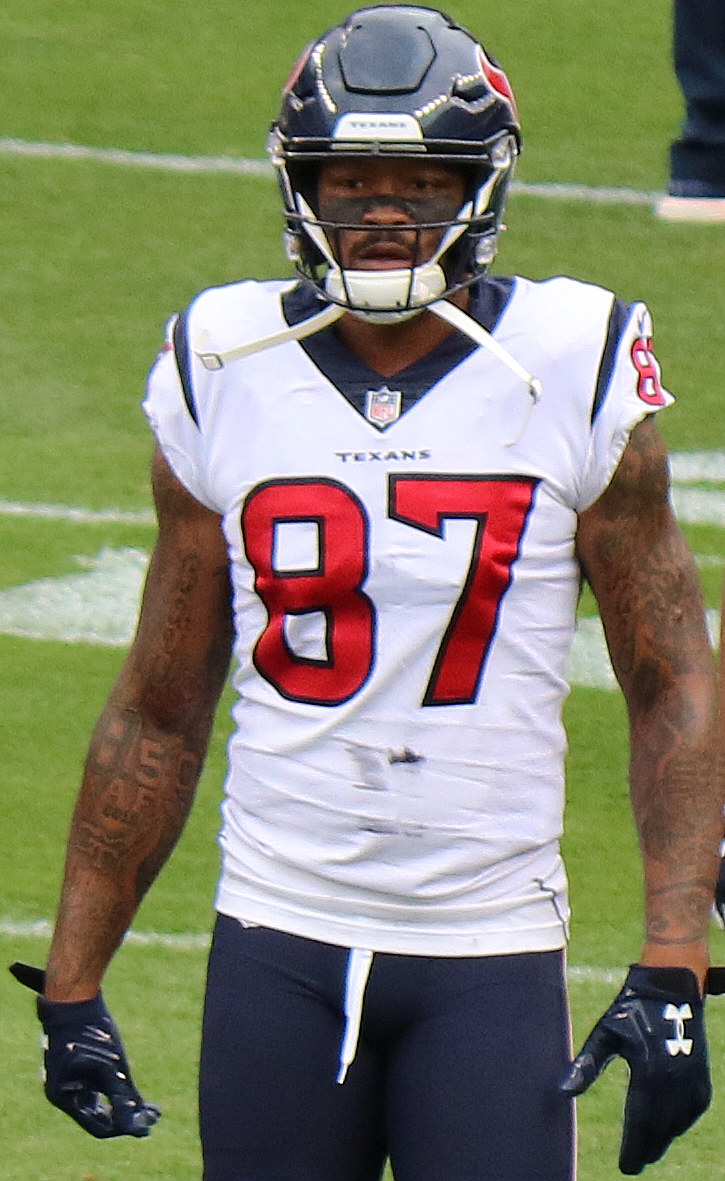
Demaryius Thomas com a camisa dos Texans, em 2018.

Na temporada de 2016, o Denver Broncos perdeu ambos os quarterbacks: Manning se aposentou e Brock Osweiler foi para o Houston Texans. Antes da temporada de 2016 começar, Trevor Siemian foi nomeado titular dos Broncos. Após sua quinta temporada consecutiva de 1.000 jardas, Thomas foi selecionado para o Pro Bowl de 2017. Embora Thomas tenha ultrapassado a marca de 1.000 jardas, seu total de 1.083 jardas foi o menor em uma temporada desde 2011.

#### Temporada de 2017
Thomas permaneceu uma forte presença para os Broncos apesar de quarterback inconsistente em 2017. Seu melhor jogo estatístico veio contra o New York Giants no NBC Sunday Night Football. Na derrota por 23-10, ele teve dez recepções para 133 jardas. Ele terminou com 83 recepções para 949 jardas e cinco touchdowns enquanto a equipe teve um recorde de 5-11.

#### Temporada de 2018
Na temporada de 2018, os Broncos tiveram um novo quarterback: Case Keenum. Nos quatro primeiros jogos da temporada, Thomas totalizou 20 recepções para 168 jardas e um touchdown. Na semana 5, ele teve sua melhor partida da temporada até aquele momento, com cinco recepções para 105 jardas e um touchdown em uma derrota para o New York Jets. Ele jogou em mais três jogos com os Broncos antes de ser negociado com o Houston Texans.

### Houston Texans
Em 30 de outubro de 2018, os Broncos deram Thomas e uma escolha de sétima rodada no Draft de 2019 para o Houston Texans em troca de uma escolha de quarta e sétima rodada no Draft de 2019. Em sua estreia com Houston, ele bateu o seu ex-time por 19-17. Ele fez três recepções para 61 jardas. 

### New England Patriots
Em 16 de abril de 2019, Thomas assinou um contrato de um ano com o New England Patriots. Ele foi liberado do time em 31 de agosto de 2019. Em 2 de setembro, Thomas voltou com um contrato de um ano.

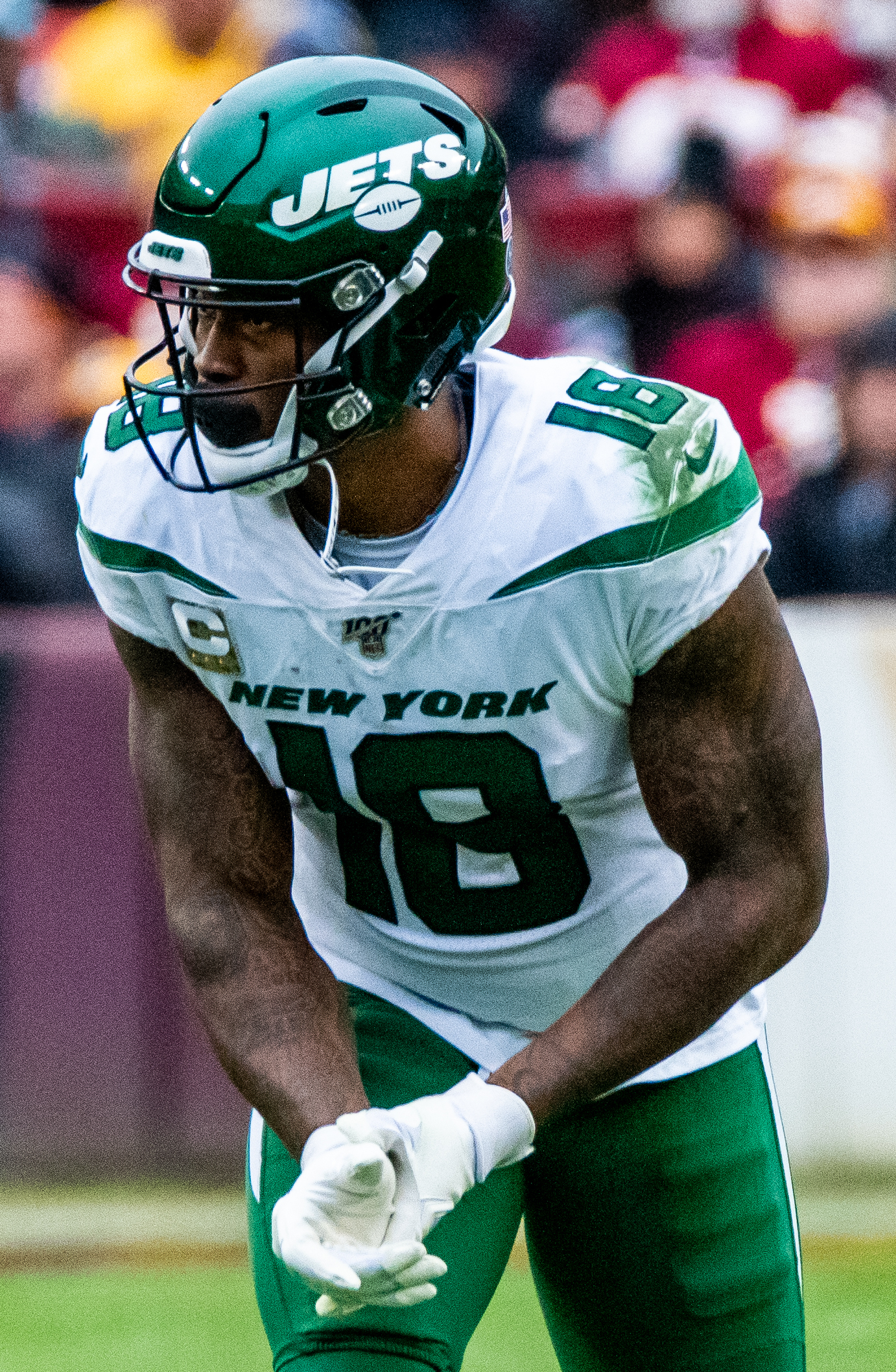
Thomas em 2019 com os Jets.

### New York Jets
Em 10 de setembro de 2019, Thomas foi trocado para o New York Jets por uma escolha de sexta rodada no draft da NFL de 2021. Ele foi dispensado no final do ano e se aposentou.

## Estatísticas na carreira
| Ano      | Time     | Jogo       | Recepções | Recepções | Recepções | Recepções | Recepções | Correndo | Correndo | Correndo | Correndo | Correndo | Fumbles | Fumbles  |
| Ano      | Time     | Disputados | Rec       | Jardas    | Média     | Lng       | TD        | Ten      | Jardas   | Média    | Lng      | TD       | Fum     | Perdidos |
| -------- | -------- | ---------- | --------- | --------- | --------- | --------- | --------- | -------- | -------- | -------- | -------- | -------- | ------- | -------- |
| 2010     | DEN      | 10         | 22        | 283       | 12,9      | 31        | 2         | 2        | 1        | 0,5      | 1        | 0        | 3       | 2        |
| 2011     | DEN      | 11         | 32        | 551       | 17,2      | 47        | 4         | 1        | 5        | 5,0      | 5        | 0        | 0       | 0        |
| 2012     | DEN      | 16         | 94        | 1 434     | 15,3      | 71E       | 10        | 0        | 0        | 0,0      | 0        | 0        | 3       | 3        |
| 2013     | DEN      | 16         | 92        | 1 430     | 15,5      | 78E       | 14        | 0        | 0        | 0,0      | 0        | 0        | 1       | 0        |
| 2014     | DEN      | 16         | 111       | 1 619     | 14,9      | 86E       | 11        | 0        | 0        | 0,0      | 0        | 0        | 0       | 0        |
| 2015     | DEN      | 16         | 105       | 1 304     | 12,4      | 72E       | 6         | 0        | 0        | 0,0      | 0        | 0        | 2       | 2        |
| 2016     | DEN      | 16         | 90        | 1 083     | 12,0      | 55E       | 5         | 0        | 0        | 0,0      | 0        | 0        | 2       | 2        |
| 2017     | DEN      | 16         | 83        | 949       | 11,4      | 40        | 5         | 0        | 0        | 0,0      | 0        | 0        | 1       | 1        |
| 2018     | DEN      | 8          | 36        | 402       | 11,2      | 45        | 3         | 0        | 0        | 0,0      | 0        | 0        | 0       | 0        |
| 2018     | HOU      | 7          | 23        | 275       | 12,0      | 31        | 2         | 0        | 0        | 0,0      | 0        | 0        | 0       | 0        |
| 2019     | NYJ      | 11         | 36        | 433       | 12,0      | 47        | 1         | 0        | 0        | 0,0      | 0        | 0        | 0       | 0        |
| Carreira | Carreira | 143        | 724       | 9 763     | 13,5      | 86E       | 63        | 3        | 6        | 2,0      | 5        | 0        | 12      | 10       |

### Recordes da franquia
Demaryius Thomas tem pelo menos 16 recordes dos Broncos, incluindo:Desde 2017
- Recepções: playoffs (53), temporada de playoff (28 em 2013), jogo de playoff (13 em 2014-02-02)
- Jardas recebidas: temporada (1.619 em 2014), jogo (226 em 2014-10-05), temporada de playoff (306 em 2013)
- TDs recebidos: temporada (14 em 2013), playoffs (6), temporada de playoff (3 em 2013)
- Jardas recebidas por jogo: carreira (76.3), playoffs (75.9)
- Jogos com +100 jardas: carreira (34), temporada (10 em 2014), playoffs (3; com Vance Johnson)

## Vida pessoal
Thomas era filho de Bobby Thomas e Katina Smith em Montrose, Geórgia, no dia de Natal de 1987. Quando Thomas era criança, a polícia invadiu a casa onde moravam sua mãe e sua avó. Sua mãe e sua avó foram presas e condenadas a 20 anos de prisão e prisão perpétua, respectivamente, por distribuição de crack. Thomas cresceu com sua tia e tio depois que sua mãe foi mandada para a prisão. Quando criança, ele recebeu o apelido de "Bay Bay" por seu tio em referência às crianças más do filme Bebe's Kids. Em 13 de julho de 2015, o presidente Barack Obama diminuiu a sentença de sua mãe, Katina Smith. Ela foi libertada à meia-noite de 11-12 de novembro de 2015, e viu seu filho jogar futebol americano pela primeira vez em 17 de janeiro de 2016. Em 2 de agosto de 2016, Obama diminuiu a sentença de sua avó, Minnie Pearl Thomas.
Thomas era um cristão evangélico. Thomas frequentemente publica sobre sua fé em sua conta no Twitter. Thomas tem uma tatuagem de um retrato de Jesus com a frase "Jesus Salva" sob o retrato em seu braço esquerdo. 

### Questões legais
Em 2010, uma mulher entrou em contato com a polícia de Denver, suspeitando que ela foi drogada e estuprada depois de estar em uma festa que Thomas participou, na companhia de seu companheiro de equipe, Perrish Cox. Um teste de DNA mais tarde provou que ela estava grávida de Cox. Thomas era uma testemunha de acusação e testemunhou que Cox falou com ele antes do ato, dizendo que ele ia dormir com a garota e que ela havia consentido de antemão e até mesmo oferecido Thomas para dormir com ela em seu lugar. No entanto, Thomas disse que não, que Cox estava bêbado e que estava confuso; Thomas deixou a festa imediatamente após a conversa. Mais tarde, quando perguntado sobre a conversa, Thomas disse que, com base no comportamento errático e no discurso de Cox, ele não acreditava plenamente que Cox estava falando sério, achando que Cox estava tendo algum tipo de ilusão de embriaguez. Embora Cox tenha sido absolvida, a mulher entrou com uma ação civil contra Thomas e Cox, processando-os por conspiração e negligência. As reclamações contra Thomas foram descartadas desde então.

## Morte
Thomas foi encontrado morto em 9 de dezembro de 2021, em sua casa em Roswell, Geórgia. Foi determinado que ele morreu de complicações médicas relacionadas a ferimentos que recebeu em um acidente de veículo em 2019. Ele tinha 33 anos de idade. A polícia afirmou que sua morte foi atribuída a "questões médicas".
Após sua morte, ele foi diagnosticado com encefalopatia traumática crônica (CTE) de grau 2.